# Regentessebrug
De Regentessebrug is een vaste brug in de Nederlandse stad Rotterdam. De brug verbindt de Posthoornstraat met de Glashaven over de Wijnhaven. De Regentessebrug is gebouwd in 1898 ter vervanging van een houten hefbrug en is een van de weinige vooroorlogse bouwwerken die het bombardement op 14 mei 1940 hebben doorstaan. De brug wordt in de volksmond ook wel de Vierleeuwenbrug genoemd en is sinds 1973 een Rijksmonument.

## Geschiedenis

### Bouw van de brug
De situatie in de binnenstad in de jaren negentig van de negentiende eeuw was toe aan verandering. De toenmalige, beweegbare brug van hout moest worden vervangen en verplaatst zodat er een goede verbinding tussen de Posthoornsteeg en Glashaven kon ontstaan. Er waren wel plannen voor de aanleg van een nieuwe brug, maar er werd flink geruzied tussen de directeur van de Rotterdamse Gemeentewerken Gerrit de Jongh en het Rotterdamse college van burgemeester en wethouders over de details ervan; hoe breed de brug moest zijn, of het monumentaal moest worden en hoeveel geld er aan moest worden besteed waren de drie grootste knelpunten voordat de bouw daadwerkelijk kon beginnen. De directeur wilde een monumentale brug van 18 meter breed die 140.000 gulden zou kosten. Het college van B en W prefereerde echter een brug van 15 meter breed zonder overbodige monumentale versieringen, die maar 110.000 gulden zou kosten. Later kwam er ook nog de vraag of de kades van de Wijnhaven moesten worden verbreed, en of er gebruik moest worden gemaakt van gepolijst of ongepolijst graniet.
Op 20 januari 1898 besloot de gemeenteraad om een nieuwe brug van 18 meter aan te leggen met de naam Regentessebrug. Deze naam refereert naar de koningin-regentes Emma. Ook werd op diezelfde dag besloten om de Regentessebrug zowel vast als monumentaal te maken, naar voorbeeld van de negentiende-eeuwse Parijse bruggen als de Pont Alexandre-III die destijds populair waren. Amsterdam had destijds al twee monumentale bruggen naar Frans voorbeeld, namelijk de Blauwbrug en Hogesluis. Rotterdam had er echter nog geen en wilde daar verandering in brengen. De motie die de nieuwe brug goedkeurde werd met slechts één stem verschil (18 tegen 17 stemmen) in de gemeenteraad aangenomen Twee eerdere amendementen om niet meer dan 110.000 gulden te spenderen en om de kades van de Wijnhaven te verbreden, werden verworpen met 23 tegen 12 en 29 tegen 6 stemmen. Op 17 maart 1899 werd een motie tot verbreding van de Wijnhavenkades alsnog goedgekeurd. Voor de bouw van de brug, ontworpen door de vaste architect van de Rotterdamse Gemeentewerken D.B. Logemann, moesten er een paar huizen bij de Boompjes worden gesloopt. Verwacht werd dat de Regentessebrug in januari 1899 al in gebruik kon worden genomen, maar vanwege de late levering van het ijzer werd de uiteindelijke opleveringsdatum verschoven naar april van dat jaar. Op 9 april 1899 werd in de Delftsche Courant gemeld dat de brug in juni geopend zou worden als de koningin en koningin-regentes naar Rotterdam zouden komen, dat de brug bijna af was en dat de kades van de Wijnhaven ook waren opgehoogd om overstromingen bij hoog water rondom de brug in de toekomst te voorkomen. Verwacht werd dat de bronzen leeuwen voor een bezoek van de koninginnen Wilhelmina en Emma niet op tijd zouden arriveren en vervangen moesten worden met varianten gemaakt van gips. Ze kwamen echter wel op tijd aan en waren anderhalve maand voor de officiële opening geplaatst.
De extra versieringen waren aanvankelijk niet meegenomen in het uiteindelijke ontwerp omdat de gemeente in de raadszitting van 27 april 1899 ze te duur achtte. De motie die de goedkeuring moest bekrachtigen, werd met 20 tegen 17 stemmen verworpen. In de katholieke krant De Maasbode werd op 2 mei 1899 een oproep gedaan om het benodigde bedrag van 12.000 gulden bijeen te brengen, zodat de kandelabers en andere ornamenten alsnog konden worden toegevoegd. Het Rotterdamsch Nieuwsblad van 18 mei 1899 vermeldde dat dit uiteindelijk was gelukt, waarna het bedrag voorgedragen werd door de groep van zeven aan de gemeenteraad. Zij moesten het voorstel tot goedkeuring van het extra geld nu behandelden. In een raadszitting van 19 mei werd de motie om de gift van 12.000 gulden mee te nemen in de algehele begroting aangenomen, waardoor de extra versieringen en kandelabers alsnog op de brug geplaatst konden worden.

### Opening van de brug
Op vrijdag 9 juni 1899 bezochten toenmalig koningin Wilhelmina en koningin-regentes Emma de stad via een rijtoer. In de route was ook de Regentessebrug opgenomen, die officieel voor verkeer en voetgangers werd geopend nadat de Glazen Koets er zelf overheen reed.

### De brug voor de Tweede Wereldoorlog
De Regentessebrug speelde een belangrijke rol in het verbinden van de Blaak en de Boompjes, maar was minder geliefd onder sommige schippers, omdat die vonden dat bij de bediening van de nieuwe brug het verkeer boven land voorrang kreeg op het verkeer te water.
In maart 1940, twee maanden voor het bombardement, werd besloten om van het verkeer bij de Regentessebrug eenrichtingsverkeer te maken. Alleen verkeer komend vanuit de Posthoornsteeg mocht nog de brug over.

### De brug tijdens de Tweede Wereldoorlog
Tijdens het bombardement op de binnenstad was de brug een van de weinige bouwwerken die de bommenregen hebben doorstaan. De omringende gebouwen rondom de Wijnhaven werden echter wel verwoest. De Regentessebrug in zowel het Wederopbouwplan van Willem Gerrit Witteveen als het Basisplan van Cornelis van Traa opgenomen, en is op deze manier behoed voor de sloop.

### De brug na de Tweede Wereldoorlog
Na het einde van de Tweede Wereldoorlog werd er in de beginjaren nauwelijks gebouwd rondom de Regentessebrug, of überhaupt in de Wijnhaven. Pas vanaf de jaren 50 begonnen de eerste werkzaamheden voor nieuwe gebouwen en de focus lag toen nog grotendeels op werkkantoorgebouwen, werkplaatsen en enkele conciërgewoningen.
Op 11 september 1973 werd de brug een Rijksmonument omdat het een "rijk met beeldhouwwerk in de trant van de Tweede Keizerrijk versierde brug" is.
Vanaf de jaren 80 werden de eerste appartementen op de drie loskades van de Leuvehaven en de westzijde van de Glashaven. In de daaropvolgende jaren werden ook steeds meer woontorens gebouwd bij de Wijnhaven zelve, tevens in de buurt van de Regentessebrug.
In juli 2012 werd gewerkt aan een herinrichting van de Glashaven. Daarbij werd de Regentessebrug, maar ook de Glashaven en de verder gelegen Rederijbrug aangepakt. Omdat de al meer dan 100 jaar oude brug het verkeer niet meer aankon, werd het volledig opengehaald en opnieuw volgestort met beton. De oostelijke en westelijke zijde waren apart van elkaar behandeld en het nieuw gestorte beton had een paar weken nodig voor het volledig was verhard. Op 20 juli werd als eerst de oostelijke kant volgestort, waarna eind augustus de westkant volgde. In oktober was het beton weer volledig hard geworden en kon de brug opnieuw worden bestraat.

## Vormgeving

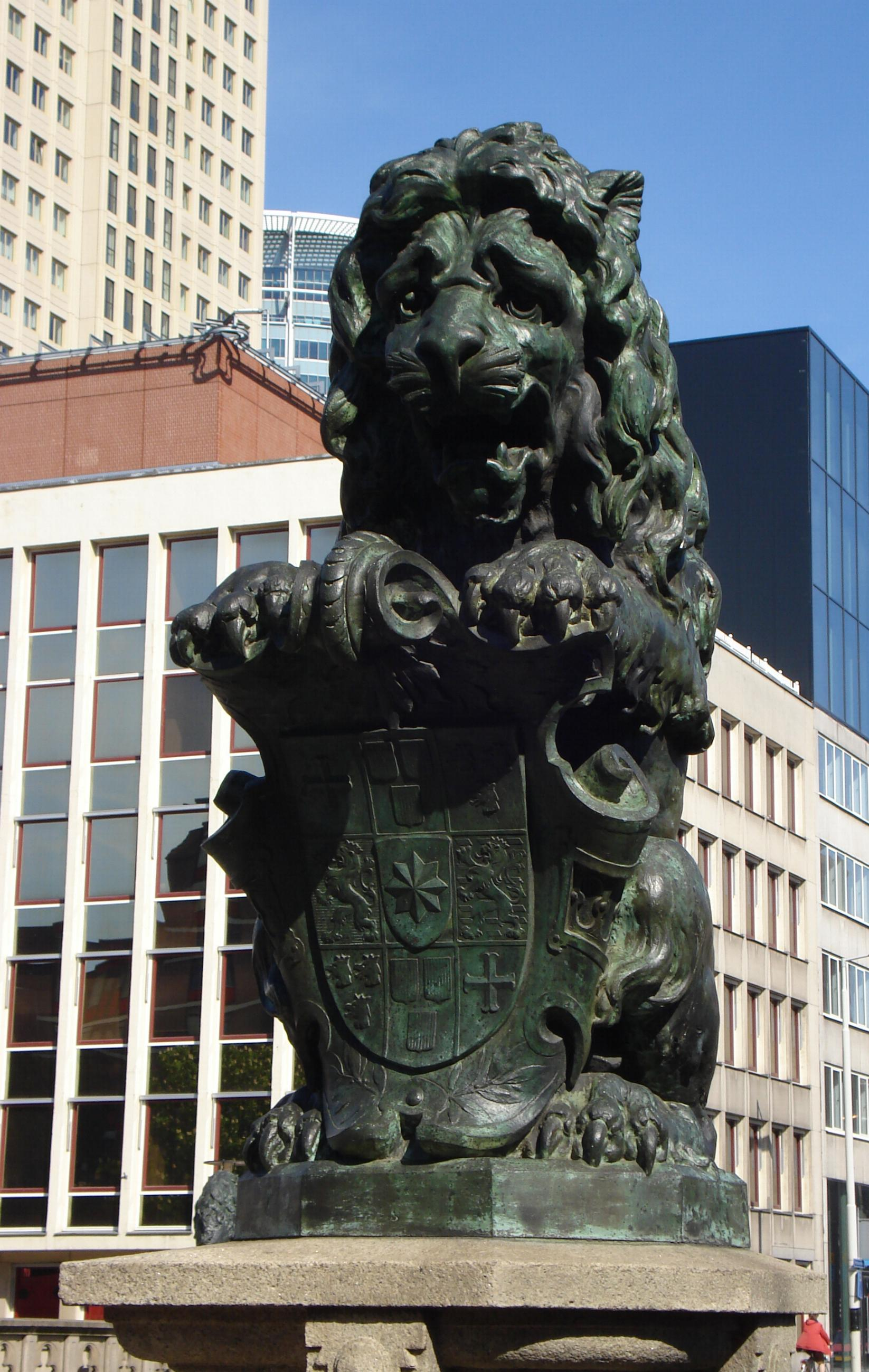
Een van de vier leeuwen op de Regentessebrug.

De brug is ontworpen in de Franse Beaux-arts stijl, vergelijkbaar met populaire bruggen als de Pont Alexandre-III, en is gemaakt van graniet en gietijzer. De aanbesteding van het maken, leveren en stellen van ijzer was aan het bedrijf Penn & Baudin in Dordrecht gegund voor 59.500 gulden. Een Brussels bedrijf met de naam Victor Berteaux & Cie bood een lagere kostenprijs van 59.115 gulden aan, maar werd afgewezen. Het gedeelte van de pijlers onder water bestaat uit zandsteen en basalt. De brug rust op twee gemetselde landhoofden en twee pijlers in de haven, die elk weer rusten op 126 individuele palen. Deze palen waren, bij de originele aanleg van de brug, gemaakt van eikenhout. De palen waren gefundeerd op 2.50 meter beneden Rotterdamsch Peil. Onder water zijn de palen 3.5 meter dik, boven water 2 meter dik. Van brughoofd tot brughoofd bedraagt de lengte 34.20 meter. Tevens is ieder landhoofd zelf 5 meter lang. De doorvaart voor schepen was destijds op 3.5 meter boven R.P. bij eb en +2 meter boven R.P. bij vloed gemeten. De brug heeft drie doorvaarten: de grootste in het midden is 13.75 meter breed, de andere twee slechts 6.25 meter breed. In het originele plan stond beschreven dat de brug zou bestaan uit twee grote, gedetailleerde lantaarns en twee bronzen leeuwenbeelden aan beide zijden. Dit is later omgedraaid om het centrum van de brug beter tot zijn recht te laten komen en beter te verlichten.
De vier beelden die langs de brug staan opgesteld zijn van Simon Miedema, en dragen zowel het wapen van Nederland als het wapen van Waldeck-Pyrmont - een verwijzing naar de familie en afkomst van koningin Emma. Rechts van de brug staan de twee leeuwen met het wapen van Waldeck-Pyrmont, links de twee met het wapen van Nederland. De leeuwen zijn elk 1.90 meter hoog en de doorsnede vanaf de voet is 80 centimeter, en wegen ieder 250 kilogram. De vergulde bronzen letter E in de bronzen lauwerkrans die te vinden is aan weerszijden van de middenboog, boven de centrale vaarroute, refereert ook naar Emma. De brug heeft in totaal ongeveer 1.5 ton in goud gekost.
De balustraden hebben een horizontale rij van openingen in de vorm van een klaverblad, die driepassen worden genoemd. De pijlers zijn uitgevoerd als scheepsboegen en bevatten aan iedere zijde drie sculpturen van vissen. De vier lantaarns op de brug zijn gemaakt van koper en zijn rijkelijk gedecoreerd.
De brug wordt ook wel Vierleeuwenbrug genoemd. Dit naar aanleiding van de vier bronzen opzittende leeuwen die de hoeken van de brug "bewaken". De bijnaam is vaak verwarrend omdat de voormalige Koningsbrug, die ook bekend stond als de Vierleeuwenbrug. Deze lag op een steenworp afstand over de Oude Haven waar heden ten dage de Maasboulevard loopt.

Fotogalerij
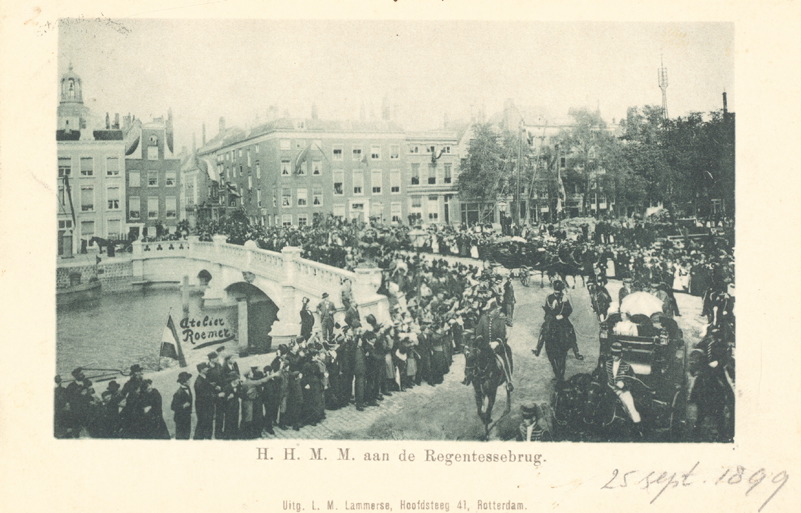
Koningin Wilhelmina en koningin-regentes Emma openen de brug feestelijk nadat ze er overheen rijden met de Glazen Koets in 1899.
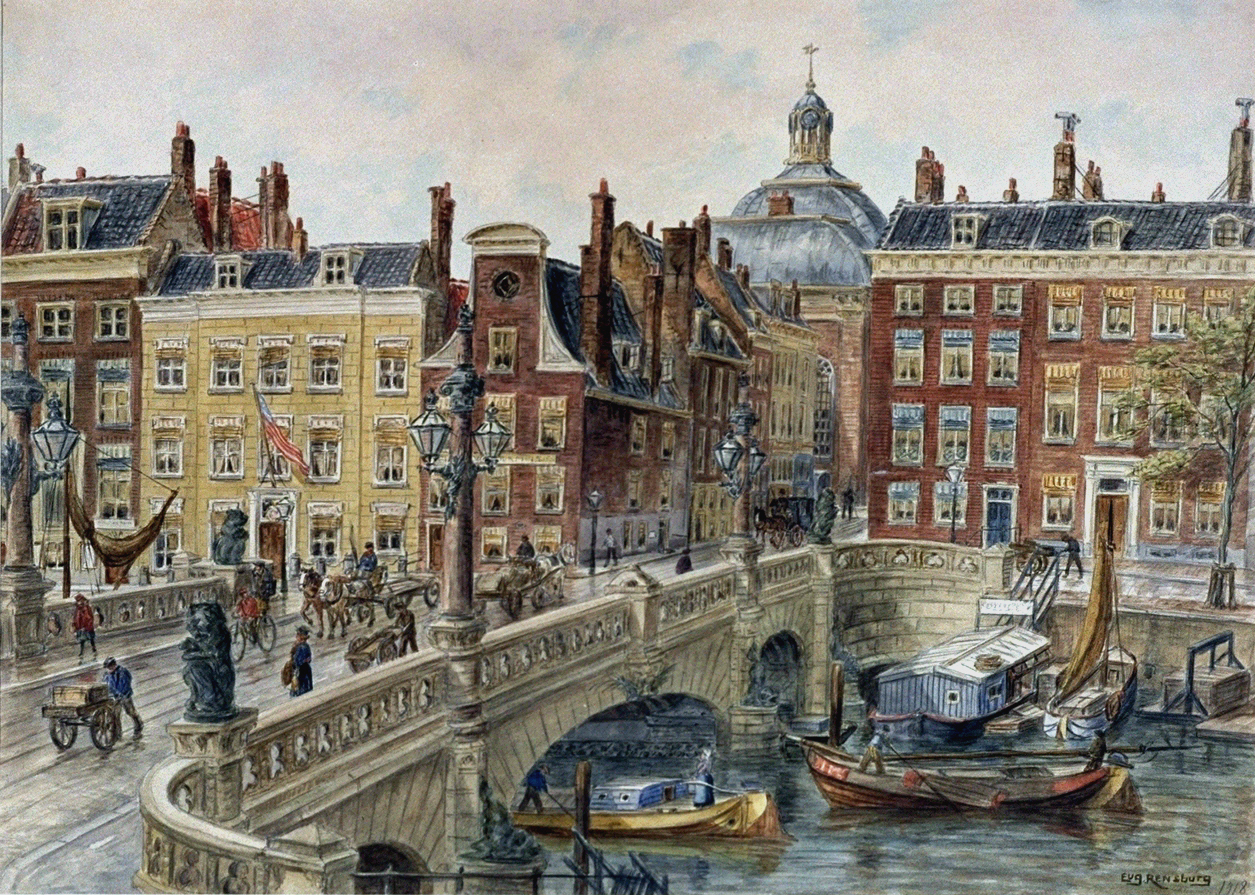
Zicht op de Regentessebrug die richting de nauwe Posthoornsteeg liep in 1918.
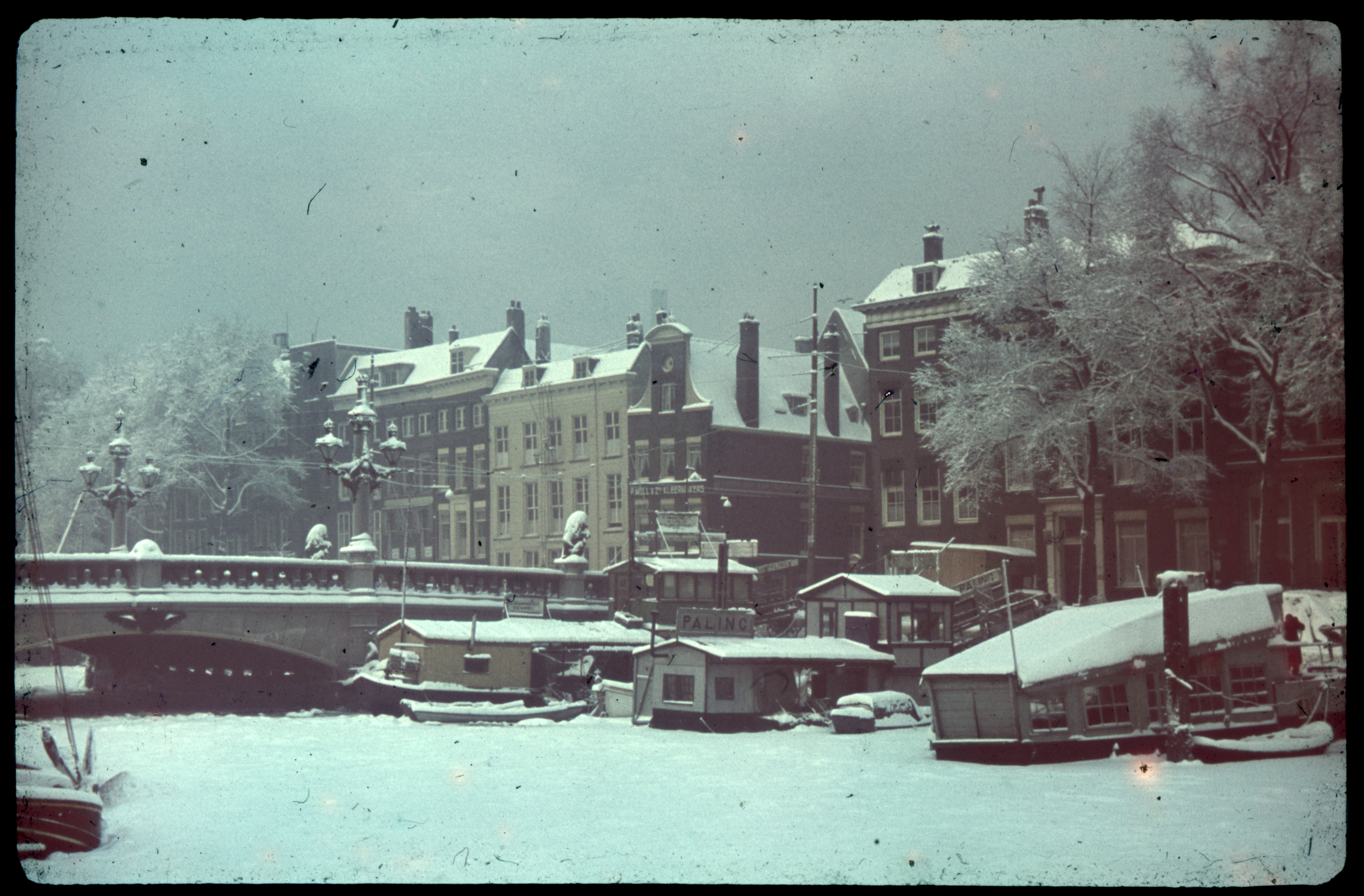
Een zeldzame kleurenfoto die de bevroren Wijnhaven en Regentessebrug laat zien richting de Posthoornsteeg tussen 1935 - 1940.
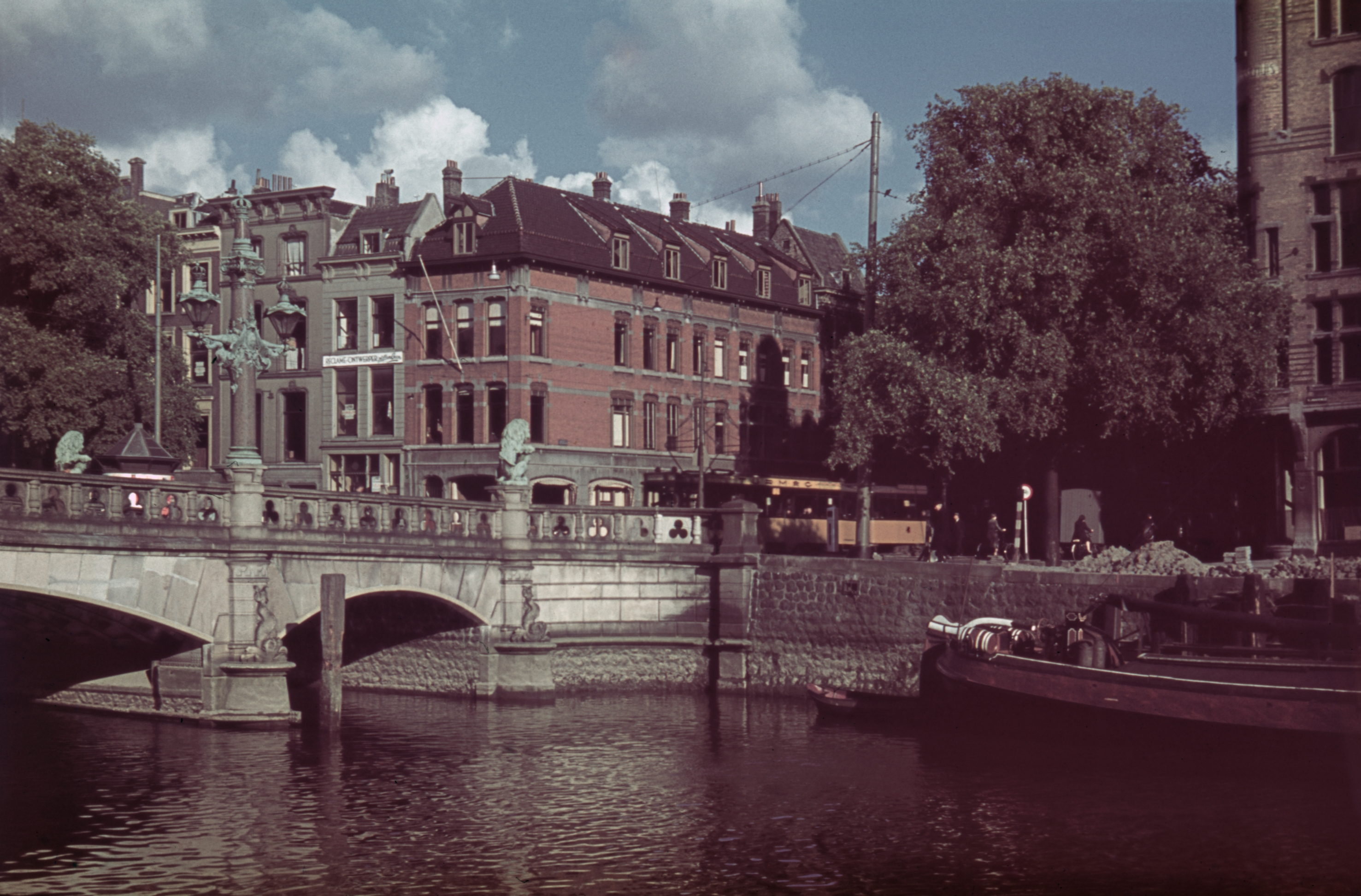
Een zeldzame kleurenfoto van tussen 1935 en 1940 die laat zien dat de Regentessebrug aan de andere zijde richting de bredere gedempte Glashaven liep.
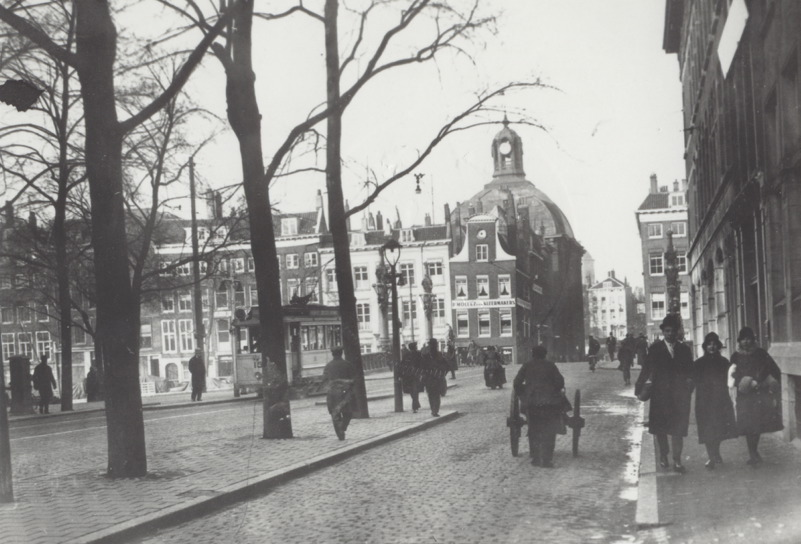
Een foto van 1929 die de gedempte Glashaven richting de Regentessebrug en Posthoornsteeg laat zien. De Posthoornsteeg liep richting de Zuidblaak.
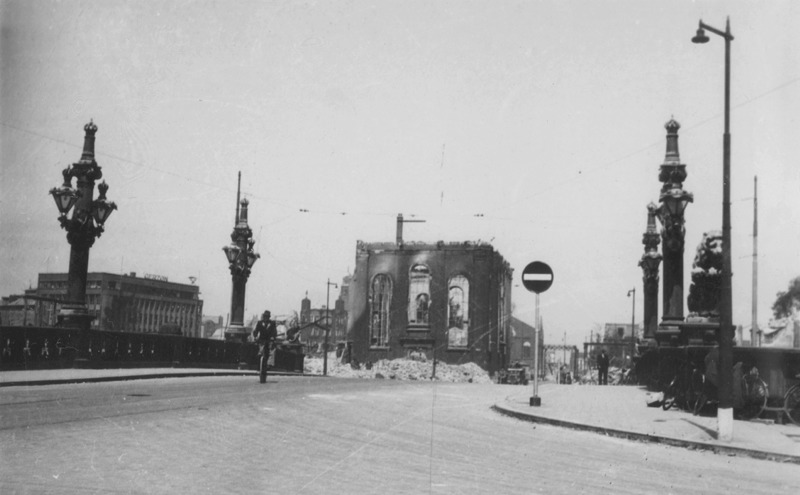
Wonder boven wonder kwam de Regentessebrug ongeschonden het bombardement van 1940 door. De omgeving van de Wijnhaven evenals de Lutherse Kerk hadden een stuk minder geluk en de omgeving werd volledig vernietigd.
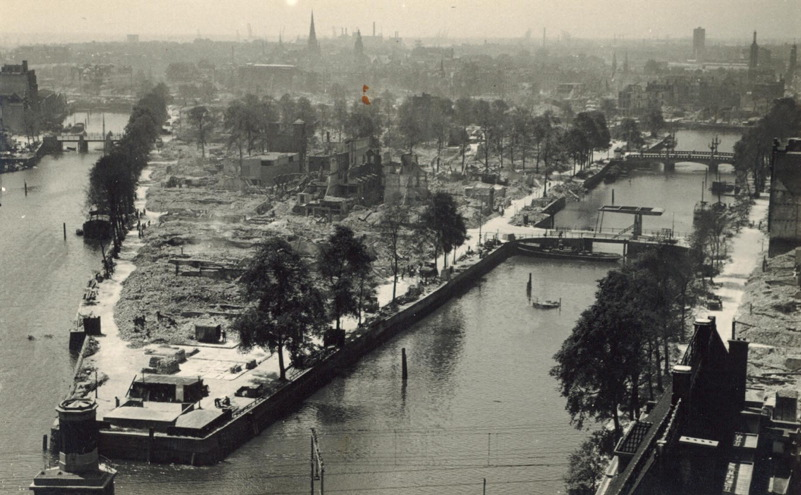
Zowel de Scheepmakershaven als de Wijnhaven waren geraakt - alles was verwoest, behalve de Grote Wijnbrug en Regentessebrug.
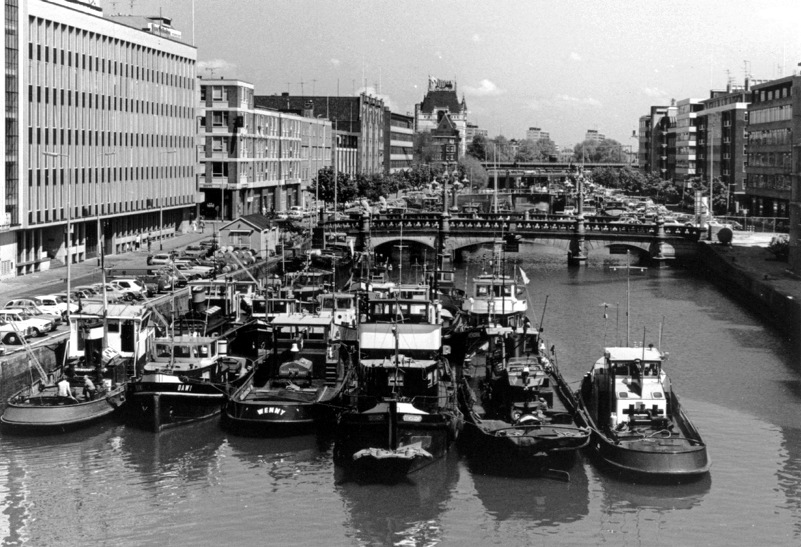
De Wijnhaven werd na de oorlog herbouwd, maar de Regentessebrug werd behouden. Op de achtergrond het Witte Huis.
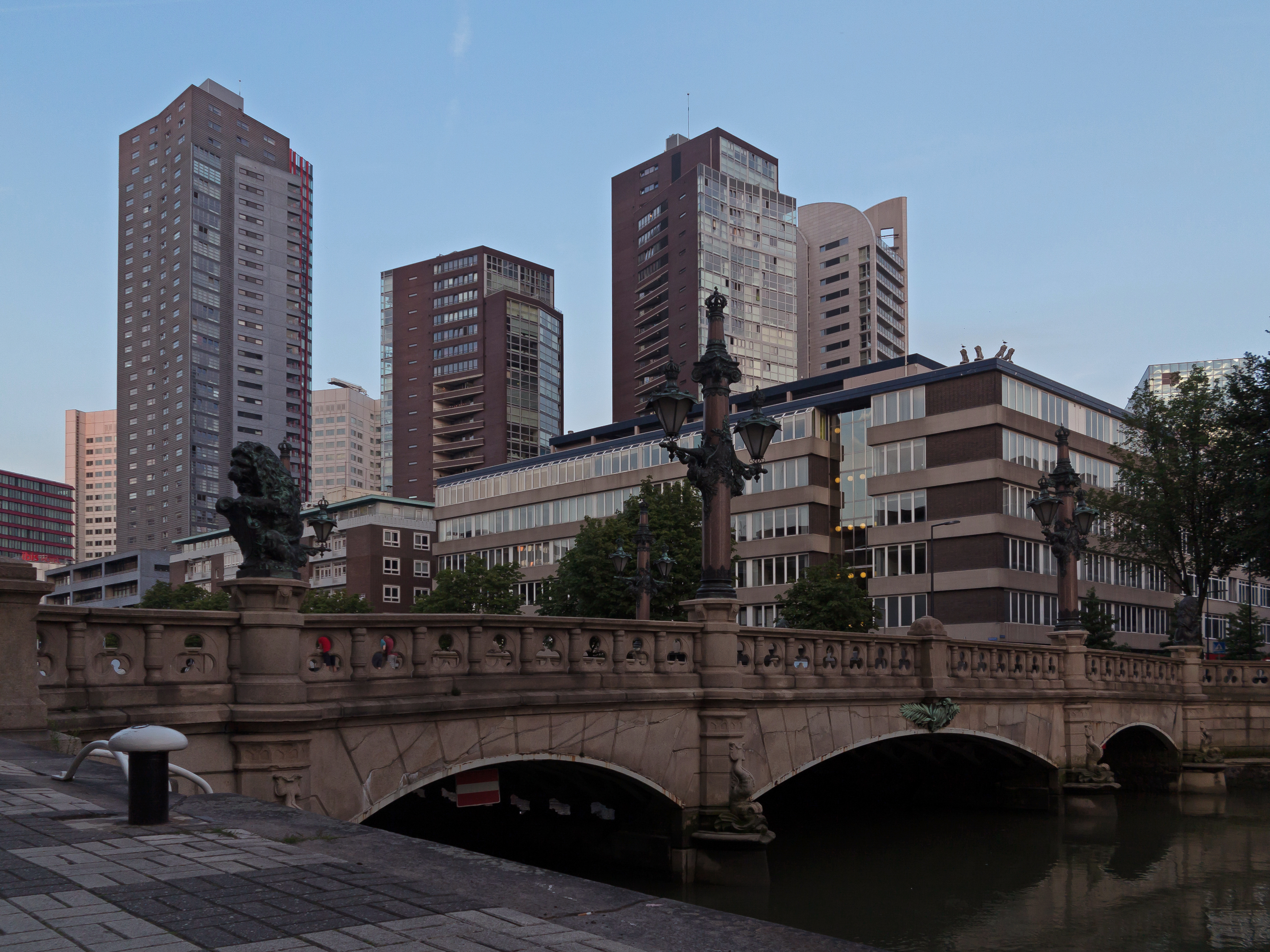
De Regentessebrug op een zomeravond in 2015.
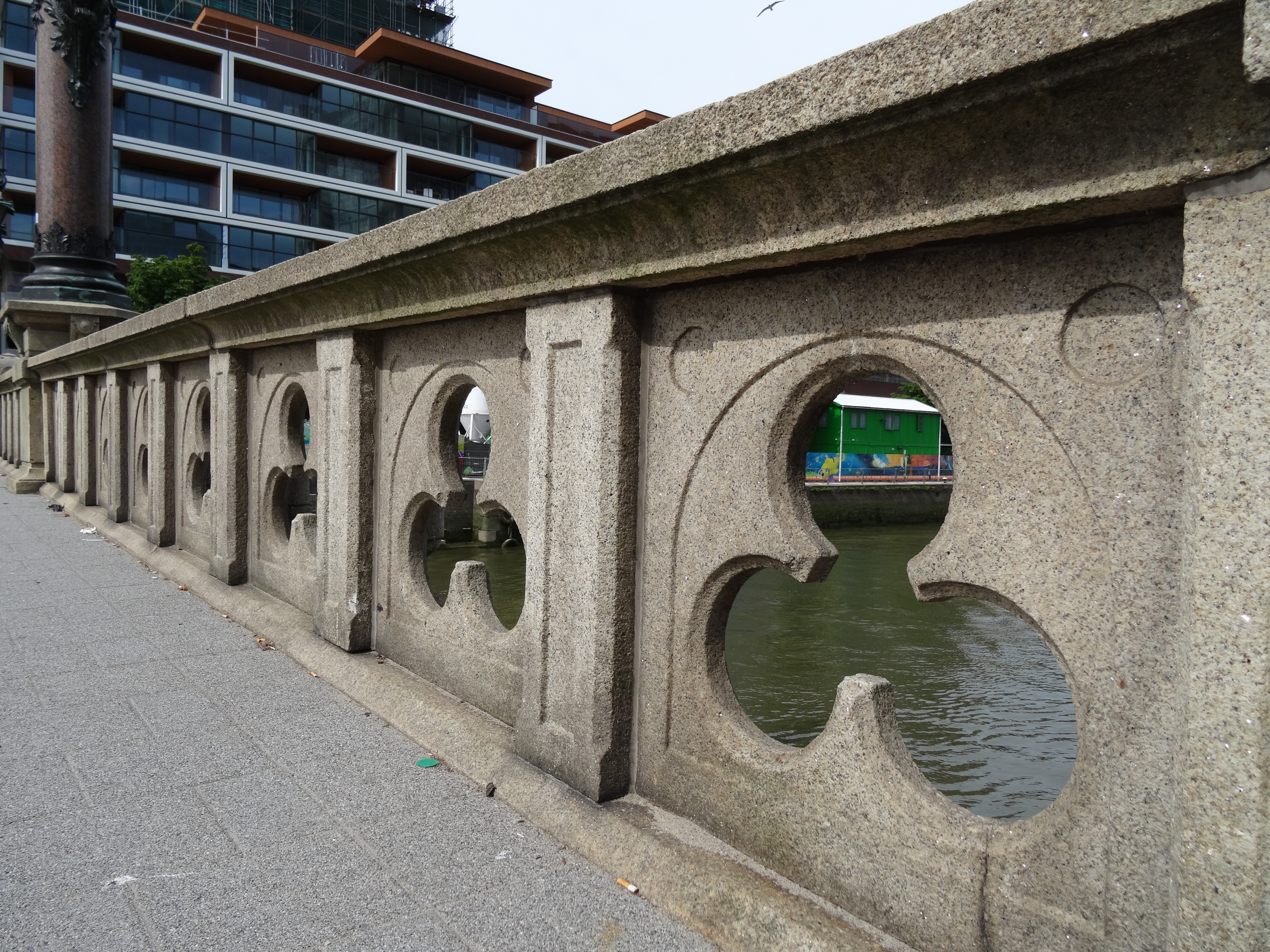
De granieten balustrade met de driepasvorm.
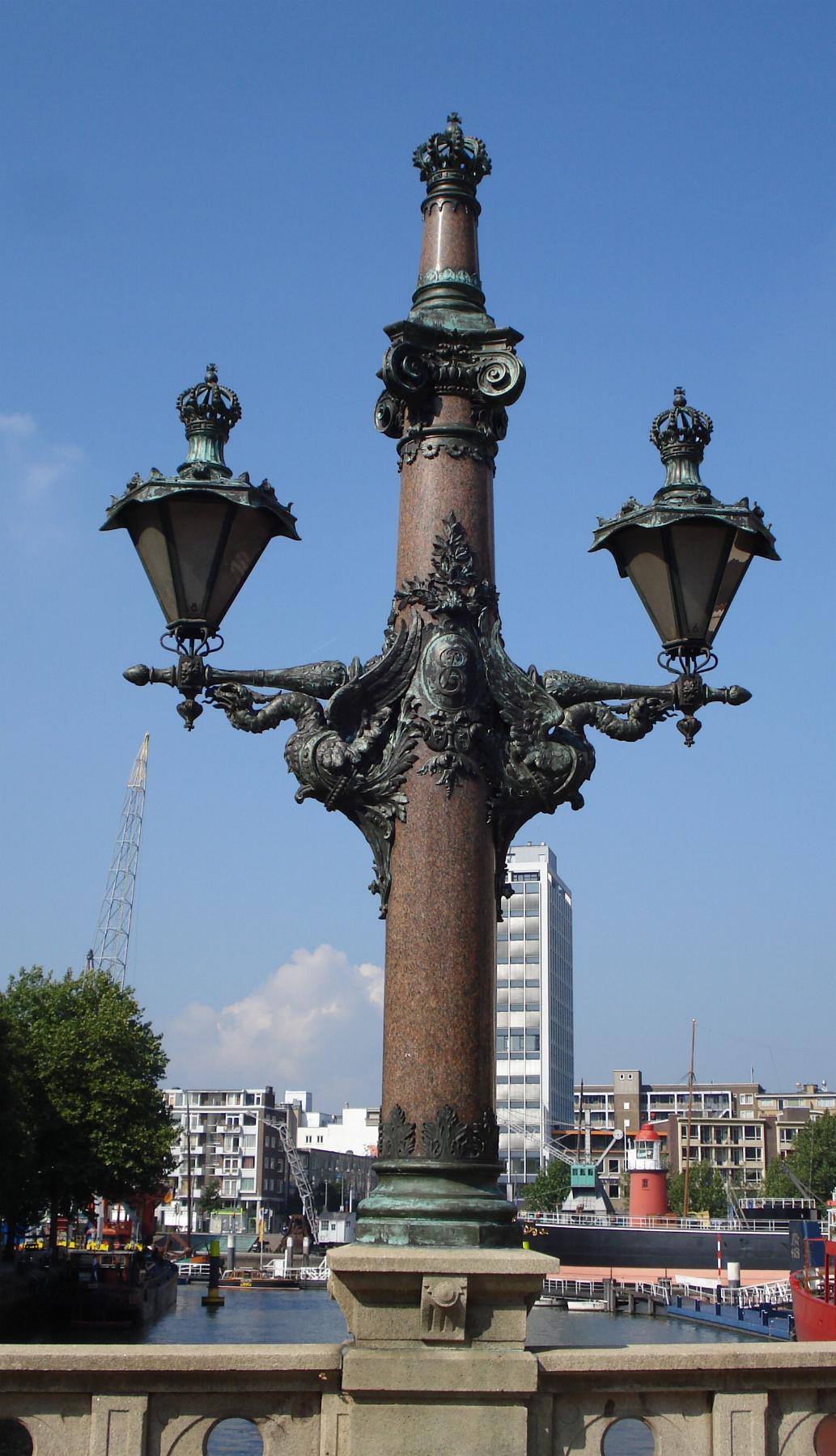
Een van de vier met koper belegde kandelaren.
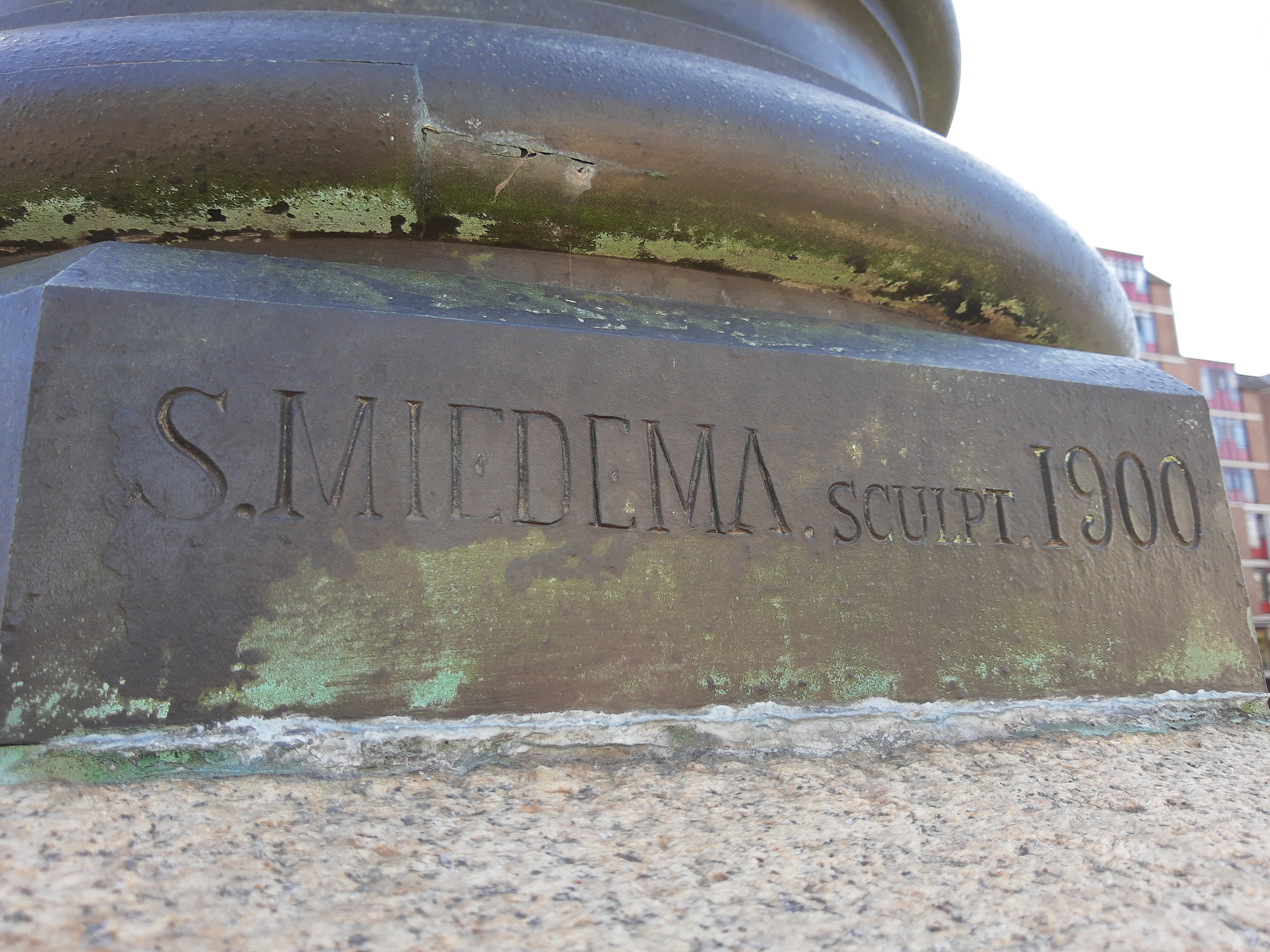
De gegrafeerde handtekening van Siemon Miedema op een van de vier kandelaren van de brug.
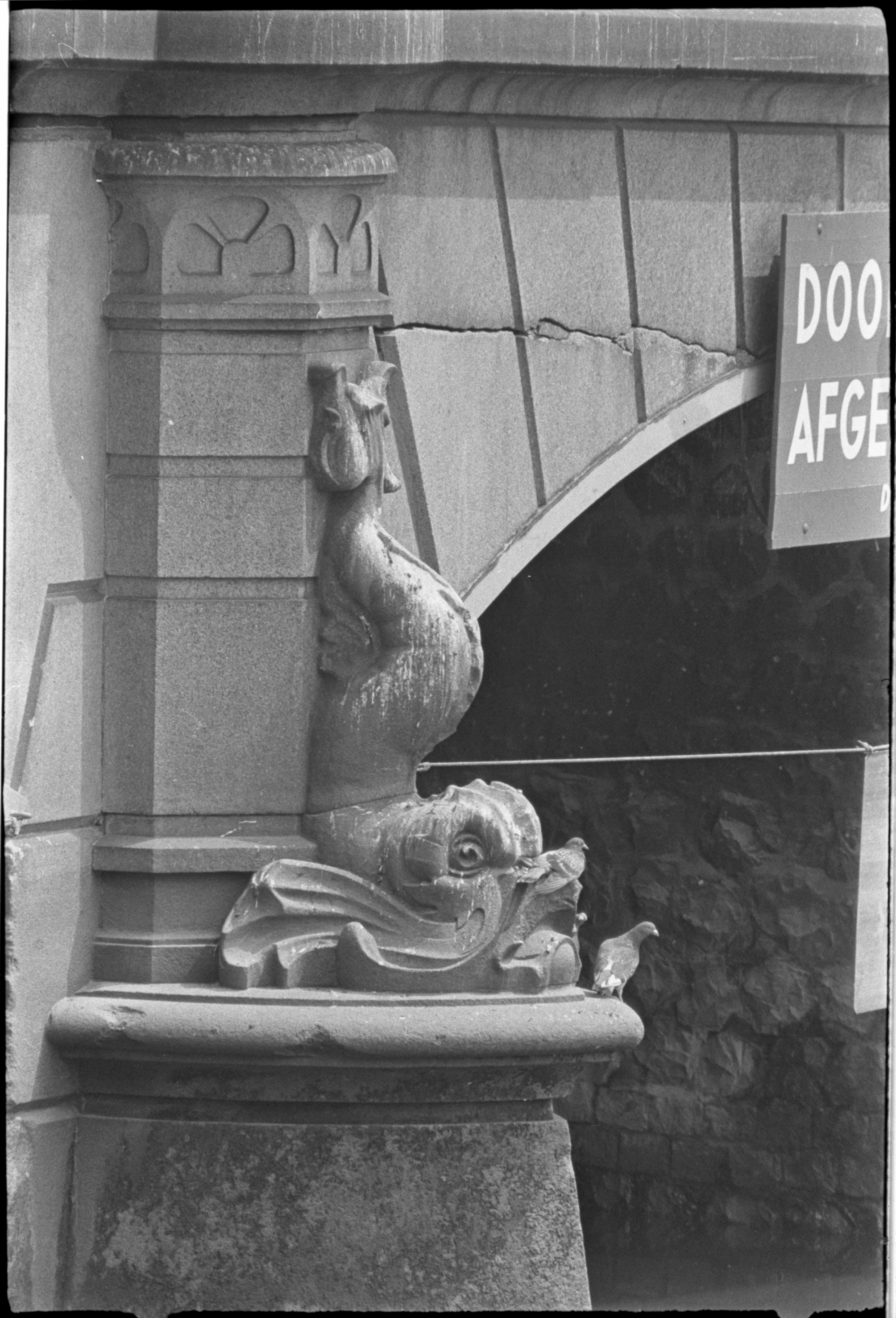
Een sculptuur van een dolfijn op een van de pijlers van de brug.